# The Private Press
The Private Press é um CD do DJ Shadow. Foi lançado em 2002, seis anos depois de seu cd de estréia.
Em 2003 foi lançado o The Private Repress, que tem faixas remixadas do disco e b-sides da gravação.

## Faixas do CD
1. (Letter from Home) (1:09)
2. Fixed Income (4:49)
3. Un Autre Introduction (0:44)
4. Walkie Talkie (2:27)
5. Giving Up the Ghost (6:30)
6. Six Days (5:02)
7. Mongrel... (2:20)
8. ...Meets His Maker (3:02)
9. Right Thing/Gdmfsob (4:20)
10. Monosylabik (6:46)
11. Mashin' on the Motorway (2:58)
12. Blood on the Motorway (9:21)
13. You Can't Go Home Again (7:03)
14. (Letter from Home) (0:57)